# 영근기
환론에서 상영근기(上零根基, 영어: upper nilradical)와 하영근기(下零根基, 영어: lower nilradical)는 멱영원들로 구성된, 환의 특별한 아이디얼들이다. 가환환의 경우 이 둘은 일치하며, 영근기(零根基, 영어: nilradical)라고 불린다.

## 정의
환 {\displaystyle R}의 왼쪽·오른쪽·양쪽 아이디얼이 멱영원들로만 구성되어 있다면, 이를 멱영원 왼쪽·오른쪽·양쪽 아이디얼(영어: nil ideal)이라고 한다. (이는 멱영 왼쪽·오른쪽·양쪽 아이디얼과 다르다.)
환 {\displaystyle R}의 상영근기(上零根基, 영어: upper nilradical) 또는 쾨테 근기(영어: Köthe radical)는 모든 멱영원 양쪽 아이디얼들의 합이다.:163, Definition 10.26
{\displaystyle \operatorname {Nil} ^{*}R=\bigoplus _{\forall a\in {\mathfrak {a}}\exists n>0\colon a^{n}=0}{\mathfrak {a}}}
환 {\displaystyle R}의 하영근기(下零根基, 영어: lower nilradical) 또는 베어-맥코이 근기(영어: Baer–McCoy radical)는 영 아이디얼의 소근기이다. 즉, {\displaystyle R}의 모든 소 아이디얼들의 교집합이다.:158, Definition 10.13
{\displaystyle \operatorname {Nil} _{*}R={\sqrt {(0)}}=\bigcap _{{\mathfrak {p}}{\text{ prime}}}{\mathfrak {p}}}
환 {\displaystyle R}의 레비츠키 근기(영어: Levitzky ideal)는 모든 국소 멱영 아이디얼들의 합이다.:166 여기서 국소 멱영 아이디얼(영어: locally nilpotent ideal) {\displaystyle {\mathfrak {a}}}는 임의의 유한 부분 집합 {\displaystyle S\subseteq {\mathfrak {a}}}가 주어졌을 때, 충분히 큰 자연수 {\displaystyle N}에 대하여 {\displaystyle S^{N}=\{0\}}이 되는 아이디얼이다.

## 성질
하영근기 · 레비츠키 근기 · 상영근기는 환의 양쪽 아이디얼을 이룬다. 일반적으로 다음과 같은 포함 관계가 성립한다.
하영근기 ⊆ 레비츠키 근기 ⊆ 상영근기 ⊆ 제이컵슨 근기
상영근기의 모든 원소들은 멱영원이지만, 일반적인 환에서는 상영근기에 속하지 않는 멱영원이 존재할 수 있다.
만약 환 {\displaystyle R}가 가환환이거나 왼쪽 뇌터 환이거나 오른쪽 뇌터 환이라면, 상영근기 · 하영근기 · 레비츠키 근기가 모두 일치하며, 이를 영근기라고 한다.

### 쾨테 추측
다음 명제들은 모두 서로 동치이며, 이들이 참인지 여부를 쾨테 추측(영어: Köthe conjecture)이라고 한다.
- 임의의 환에서, 두 멱영원 왼쪽 아이디얼의 합은 멱영원 왼쪽 아이디얼이다.
- 임의의 환에서, 모든 멱영원 왼쪽 아이디얼은 상영근기에 속한다.
- 임의의 환 {\displaystyle R} 및 임의의 멱영원 양쪽 아이디얼 {\displaystyle {\mathfrak {j}}}에 대하여, 행렬 아이디얼 {\displaystyle \operatorname {Mat} (2;{\mathfrak {j}})\subseteq \operatorname {Mat} (2;R)}은 멱영원 아이디얼이다.
- 임의의 양의 정수 {\displaystyle n\in \mathbb {Z} ^{+}} 및 임의의 환 {\displaystyle R} 및 임의의 멱영원 양쪽 아이디얼 {\displaystyle {\mathfrak {j}}}에 대하여, 행렬 아이디얼 {\displaystyle \operatorname {Mat} (n;{\mathfrak {j}})\subseteq \operatorname {Mat} (n;R)}은 멱영원 아이디얼이다.

쾨테 추측은 오른쪽 뇌터 환이나 다항 항등식 환에 대하여 증명되었지만, 일반적인 환에 대하여 아직 미해결 문제이다.

### 가환환의 경우
가환환의 경우, 영근기는 모든 멱영원의 집합과 같으며, 영 아이디얼의 소근기이다. (이는 비가환환의 경우 성립하지 않을 수 있다.)

## 같이 보기
- 멱영원
- 제이컵슨 근기